# نخل‌های توری‌دانه
نخل‌های توری‌دانه (نام علمی: Dictyocaryum) نام یک سرده از خانواده نخل است.